# Hildeoch

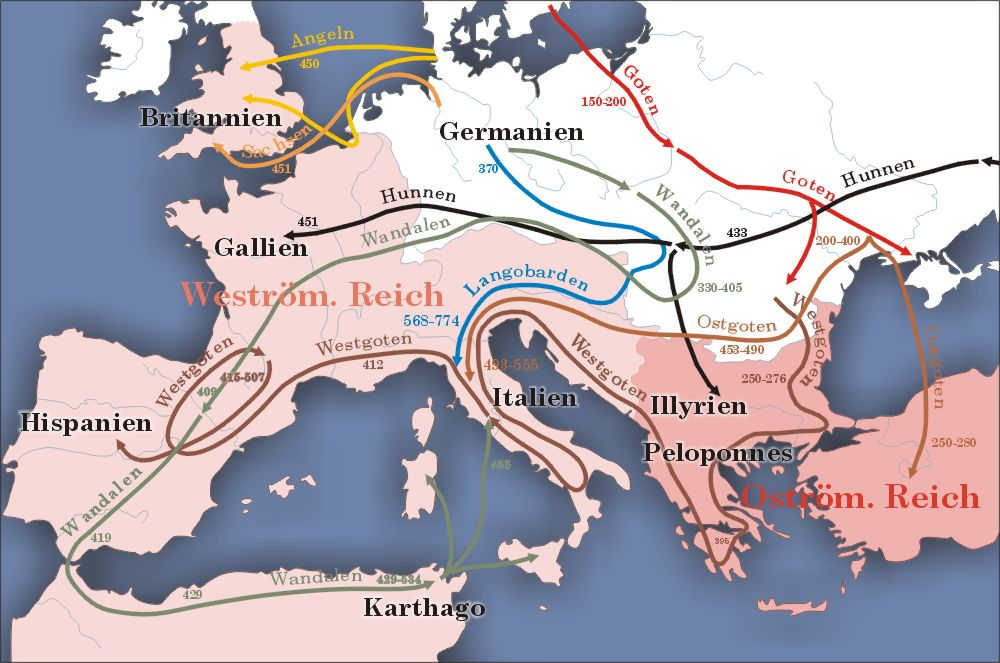
Postup Langobardů Evropou v období stěhování národů

Hildeoch také Ildeoch či Aldihoch (5. století? – 5. století?) byl langobardský král ve druhé polovině 5. století, následník svého otce Letha, zakladatele dynastie Lethingů.
Langobardi byl germánský národ, který je zmíněn již v roce 98 našeho letopočtu, v knize De origine et situ Germanorum římského historika Publia Cornelia Tacita, kde jsou popsáni jako výteční válečníci. Langobardi migrovali na počátku období stěhování národů od Baltu na jih a jihovýchod Evropy. Hildeoch vládl v době, kdy se poslední skupiny Langobardů přesouvali podél řeky Labe na území dnešních Čech, Moravy a dále na jih do Rugilandu, bývalé provincie Noricum. V době panování Hildeocha se většina Langobardů nacházela již na území Rugilandu, dnešní Vídeňské pánve. Tato oblast byla ve druhé polovině 5. století poznamenána velkou nestabilitou a boji Langobardů s Huny, Heruly a Rugii. Hunové byli po smrti svého krále Attily nejednotní, a tak je Langobardi pod vedením Hildeocha porazili. Rugiové pod vedením krále Feletheuse bojovali s Odoakerem a území Rugilandu nakonec opustili. Hildeoch se nakonec stal vazalem mocnějšího kmene Herulů. Přestože nejvíce informací o germánském kmeni Langobardů přinášejí spisy Historia Langobardum Paula Diacona, král Hildeoch je zde zmíněn jen okrajově. Následníkem krále Hildeocha se stal jeho syn Gudeoch.